# Файт, Грегори
Грегори Аллен Файт (род. 5 августа 1957 г.) — бывший старший следователь по расследованию авиационных происшествий NTSB. За свою карьеру в NTSB работал руководителем полевой следственной группы, региональным директором NTSB и старшим следователем по расследованию авиационных происшествий. Файт также был руководителем группы американских специалистов, совершивших восхождение на гору Иллимани (высота — более 6400 м) для расследования катастрофы рейса 980 авиакомпании Eastern Air Lines. Место крушения самолёта является самым высокогорным местом авиационного происшествия. Являлся руководителем «группы быстрого реагирования» NTSB с 1993 по 2001 г.

## Образование, личная жизнь
Файт окончил Университет воздухоплавания Эмбри-Риддла в г. Дайтона-Бич, где в настоящее время преподаёт. Файт сам имеет лицензию пилота-любителя и летает на самолёте Piper PA-24 Comanche. Имеет автомобиль с номерным знаком «CRASH1» (от англ. «crash» — «катастрофа»).

## Известные расследования
- Рейс 243 Aloha Airlines
- Рейс 1420 American Airlines
- Рейс 4184 American Eagle
- Рейс 9 British Airways
- Рейс 980 Eastern Air Lines
- Рейс 801 Korean Air
- Рейс 185 SilkAir
- Рейс 111 Swissair
- Рейс 592 ValuJet Airlines